# Kelly Milligan
Kelly Milligan (* 16. Februar 1961 in Livingston, Montana) ist eine ehemalige US-amerikanische Skilangläuferin.
Milligan besuchte die University of New Hampshire, wo sie im Volleyball und Skilaufen aktiv war. Während ihrer Zeit im US-Nationalteam nahm sie an den Olympischen Winterspielen 1984 in Sarajevo teil. Im Wettbewerb über 20 Kilometer erreichte sie dort den 37. Platz. Anschließend absolvierte sie eine Ausbildung zur Tierärztin. Parallel zu ihrer Arbeit in Salt Lake City trat sie bei Langlaufwettkämpfen der Masterklasse an.